# Kemin
Kemin (kirgisisch Кемин; früher russisch Быстровка, Bystrowka) ist eine Kleinstadt im Nordosten von Kirgisistan und Verwaltungssitz des gleichnamigen Rajons im Oblus Tschüi. Der Ort wurde im Jahre 1912 gegründet und erhielt 2012 Stadtrecht.

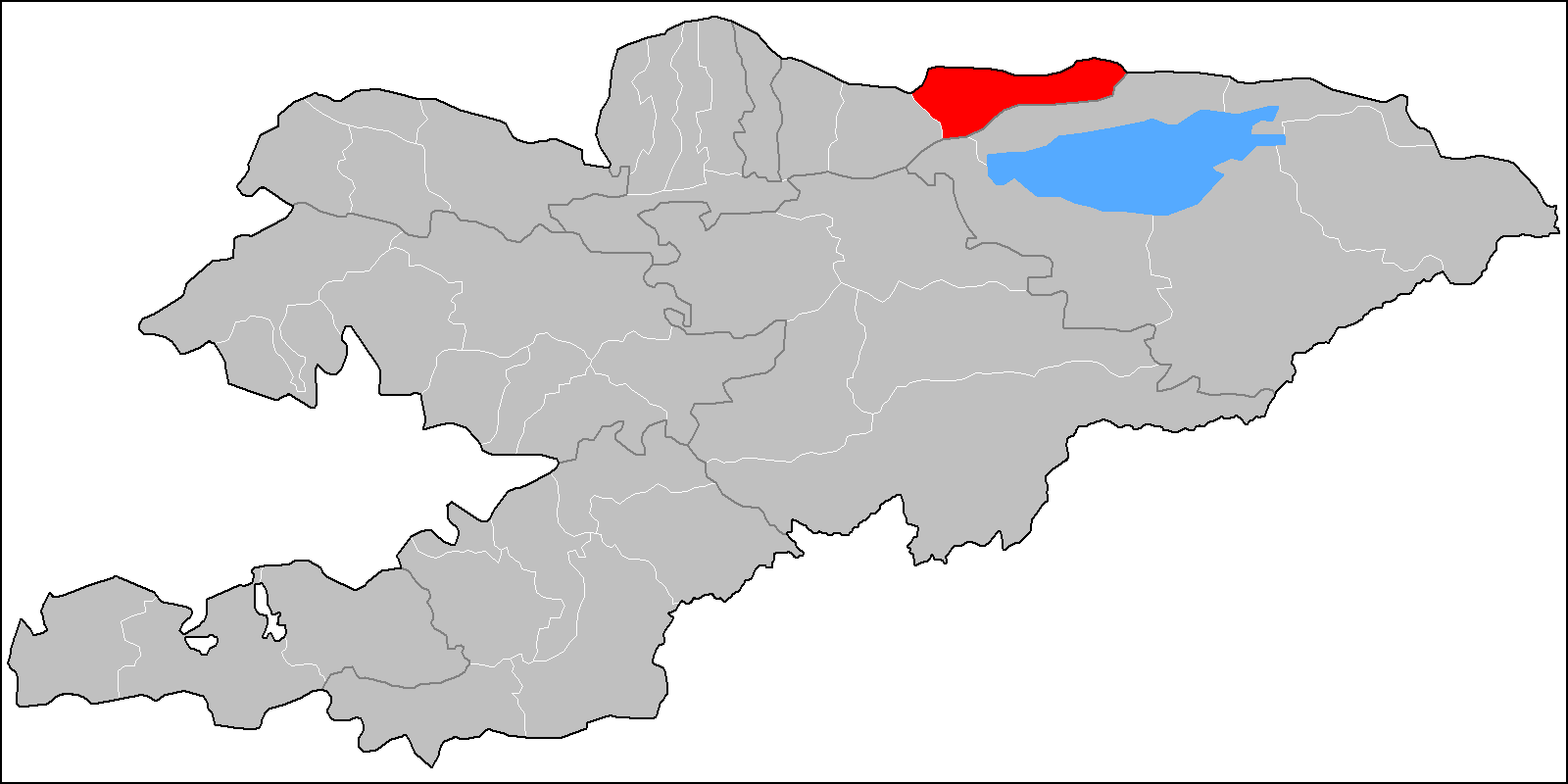
Kemin Rajon in Kirgisistan

Reiterstandbild von Schabdan Baatyr in Kemin

## Geographie und Verkehr
Die Stadt liegt an der Nationalstraße A 365 von Bischkek über Kant und Tokmok nach Balyktschy am westlichen Ende des Yssyk-Köl-Sees und an der Bahnstrecke Bischkek–Balyktschy. Nach Bischkek im Westen sind es etwa 90 km, nach Tokmok (ebenfalls im Westen) 32 km und nach Balyktschy im Osten 53 km.
Der Fluss Tschüi, der hier die Grenze zu Kasachstan bildet, fließt nur wenige hundert Meter nördlich der Stadt nach Westen, und zwischen ihm und Kemin verläuft ein etwa 40 km langer Bewässerungshauptkanal, der bei Tschüiskoje vom Tschüi abgeleitet wird und bei Tokmok endet.

## Wirtschafts- und Einwohnerentwicklung
Zu Zeiten der Sowjetunion wurden mehrere Industriebetriebe in Kemin angesiedelt (Elektrotechnik, Linoleumherstellung, Baumaterialien u. a.), die jedoch nach dem Zerfall der Sowjetunion weitgehend ihren Betrieb einstellten. Damit, und mit dem Wegzug vieler Russen aus der Stadt und aus Kirgisistan, sank auch die Einwohnerzahl von nahezu 14.000 im Jahre 1989 auf heute nur noch etwas mehr als 8000.
| 1959 | 1970   | 1979   | 1989   | 1999   | 2009 |
| ---- | ------ | ------ | ------ | ------ | ---- |
| 7198 | 10 302 | 12 204 | 13 937 | 11 401 | 8169 |